# Коста-дель-Соль-Оксиденталь
Коста-дель-Соль-Оксиденталь (исп. Costa del Sol Occidental - «Западный Солнечный Берег»)  — район (комарка) в Испании, входит в провинцию Малага в составе автономного сообщества Андалусия.

## Муниципалитеты
| Муниципалитет | Население | Площадь км² | Плотность населения чел./км² |
| ------------- | --------- | ----------- | ---------------------------- |
| Бенальмадена  | 50 298    | 27          | 1862,89                      |
| Бенаавис      | 2860      | 145         | 19,72                        |
| Касарес       | 4283      | 163         | 26,28                        |
| Эстепона      | 58 603    | 137         | 427,76                       |
| Фуэнхирола    | 63 899    | 10          | 6389,90                      |
| Манильва      | 11 181    | 35          | 319,46                       |
| Марбелья      | 125 519   | 117         | 1072,81                      |
| Михас         | 61 147    | 148         | 413,16                       |
| Торремолинос  | 58 683    | 20          | 2934,15                      |